# Mimagyrta
Mimagyrta is een geslacht van vlinders van de familie spinneruilen (Erebidae), uit de onderfamilie Arctiinae.

## Soorten
- M. abdominalis Rothschild, 1912
- M. chocoensis Kaye, 1919
- M. pampa Druce, 1893
- M. pulchella Klages, 1906